# ريجنالد إتش. سوليفان
ريجنالد إتش. سوليفان هو سياسي أمريكي، ولد في 10 مارس 1876 في إنديانابوليس في الولايات المتحدة، وتوفي بنفس المكان في 30 يناير 1980. نشط حزبياً في الحزب الديمقراطي. وقد انتخب عضو مجلس ولاية إنديانا ‏.